# Nijmegen Eendracht Combinatie 2012-2013
Questa voce raccoglie le informazioni riguardanti il Nijmegen Eendracht Combinatie nelle competizioni ufficiali della stagione 2012-2013.

## Rosa
| N. |                        | Ruolo | Calciatore         |
| -- | ---------------------- | ----- | ------------------ |
| 1  | Ungheria (bandiera)    | P     | Gábor Babos        |
| 22 | Paesi Bassi (bandiera) | P     | Khalid Sinouh      |
| 26 | Paesi Bassi (bandiera) | P     | Joshua Smits       |
| 29 | Paesi Bassi (bandiera) | P     | Kelle Roos         |
| 2  | Paesi Bassi (bandiera) | D     | Nathaniël Will     |
| 3  | Paesi Bassi (bandiera) | D     | Rens van Eijden    |
| 21 | Paesi Bassi (bandiera) | D     | Michel Breuer      |
| 30 | Paesi Bassi (bandiera) | D     | Daan Disveld       |
| 5  | Francia (bandiera)     | D     | Rémy Amieux        |
| 14 | Danimarca (bandiera)   | D     | Kevin Conboy       |
| 17 | Rep. Ceca (bandiera)   | D     | Pavel Čmovš        |
| 6  | Paesi Bassi (bandiera) | C     | Evander Sno        |
| 8  | Paesi Bassi (bandiera) | C     | Ryan Koolwijk      |
| 10 | Paesi Bassi (bandiera) | C     | Geert Arend Roorda |

| N. |                        | Ruolo | Calciatore              |
| -- | ---------------------- | ----- | ----------------------- |
| 18 | Paesi Bassi (bandiera) | C     | Youri Loen              |
| 19 | Islanda (bandiera)     | C     | Victor Pálsson          |
| 20 | Paesi Bassi (bandiera) | C     | Stijn de Looijer        |
| 23 | Paesi Bassi (bandiera) | C     | Nick van der Velden     |
| 25 | Paesi Bassi (bandiera) | C     | Navarone Foor           |
| 31 | Danimarca (bandiera)   | C     | Søren Rieks             |
| 13 | Paesi Bassi (bandiera) | C     | Erik Falkenburg         |
| 26 | Paesi Bassi (bandiera) | C     | Ruud Boymans            |
| 24 | Svezia (bandiera)      | A     | Admir Bajrovic          |
| 7  | Paesi Bassi (bandiera) | A     | Leroy George            |
| 11 | Paesi Bassi (bandiera) | A     | Melvin Platje           |
| 15 | Paesi Bassi (bandiera) | A     | Danny van den Meiracker |
| 16 | Paesi Bassi (bandiera) | A     | Rick ten Voorde         |
| 28 | Paesi Bassi (bandiera) | A     | Jordy Tutuarima         |